# Crescent City Blues
Crescent City Blues ist ein Song, der 1953 von Gordon Jenkins geschrieben wurde. Es wurde als Teil der Suite Seven Dreams veröffentlicht. Die Suite besteht teilweise aus Erzählungen und teilweise aus Musik. Bei dem Erzähler handelte es sich um Bill Lee, den Vater von Spike Lee.
In Seven Dreams träumt eine Person sieben verschiedene Träume, unter anderem davon, ein Lokführer zu sein. Dieser zweite Traum (The Second Dream: The Conductor) enthält drei Songs. Beim letzten Song handelt es sich um Crescent City Blues, gesungen von Beverley Maher. Der Song wurde durch den Johnny-Cash-Hit Folsom Prison Blues berühmt, in dem Cash große Teile des Liedes übernahm und dafür später eine Ausgleichszahlung in Höhe von 75.000 US-Dollar leistete.
Mitte der 1990er Jahre sagte Cash in einem Interview mit einem kanadischen Magazin, dass er das Lied von Jenkins während seiner Zeit bei der Air Force in Deutschland gehört habe und daraufhin den Folsom Prison Blues schrieb. Als er zu Sun Records kam, habe er Sam Phillips davon erzählt. Es ist also eher Phillips’ wirtschaftlichem Kalkül als Cashs Durchtriebenheit zu verdanken, dass Jenkins nicht als rechtmäßiger Urheber erwähnt wurde.